# Gouverneur général de la Grenade
Le gouverneur général de la Grenade (en anglais : Governor-General of Grenada) est le chef d'État de facto de la Grenade. Il représente le chef d'État de jure, le souverain de la Grenade.

## Liste des gouverneurs généraux de la Grenade
- Sir Leo de Gale (7 février 1974 – 30 septembre 1978)
- Sir Paul Scoon (30 septembre 1978 – 6 août 1992)
- Sir Reginald Palmer (6 août 1992 – 8 août 1996)
- Sir Daniel Williams (8 août 1996 – 27 novembre 2008)
- Sir Carlyle Glean (27 novembre 2008 – 7 mai 2013)
- Dame Cécile La Grenade (depuis le 7 mai 2013)